# L'important c'est d'aimer
Pour plus de détails, voir Fiche technique et Distribution.
L'Important c'est d'aimer est un film franco-italo-allemand réalisé par Andrzej Żuławski, sorti en 1975. 
L'histoire est tirée du roman La Nuit américaine de Christopher Frank publié le 1er décembre 1972 ; ce film n'a aucune relation avec le film de François Truffaut de 1973, sorti l'année suivant la parution du roman de Frank.
Le film est coproduit par la France, l'Italie et l'Allemagne de l'Ouest avec, dans les rôles principaux, Romy Schneider, Fabio Testi et Jacques Dutronc.
Klaus Kinski, Claude Dauphin et Roger Blin y tiennent des rôles secondaires importants.
En 1976, le film permit à Romy Schneider de recevoir le premier César de la meilleure actrice.

## Synopsis
Le photographe Servais Mont rencontre la comédienne Nadine Chevalier sur le tournage d'un film pornographique sanguinolent qu'elle est contrainte d'accepter pour survivre. Après avoir pris quelques clichés de Nadine en plein désarroi, il finit par être expulsé par l'équipe technique du film. Servais travaille habituellement pour un certain Mazelli, un maître chanteur qui le force à prendre des photos sordides. 
Servais rend ensuite visite à Nadine dans la maison qu'elle partage avec son mari Jacques auquel elle est profondément attachée. Passionné de cinéma, Jacques est une sorte de Pierrot farfelu et un peu triste qui se retranche dans son monde intérieur pour éviter d'avoir à affronter la réalité.
Servais tente alors de séduire Nadine, et une relation débute entre eux, sans que l'actrice ait envie de quitter son mari pour autant. Raymond Lapade, à qui Servais rend visite, propose au jeune photographe de rencontrer l'acteur excentrique Karl-Heinz Zimmer, afin que ce dernier puisse monter la pièce Richard III avec l'aide du metteur en scène Laurent Messala, et dans laquelle Nadine pourrait avoir un rôle important. Servais veut financer ce projet, et pour ce faire, il doit effectuer un nouveau travail pour Mazelli. Le jeune homme est alors contraint de prendre de nombreux clichés compromettants lors d'une orgie organisée par le maître chanteur, afin de gagner la somme d'argent nécessaire.
La pièce de théâtre finit par se monter et offre enfin à Nadine un rôle à sa mesure. Hélas, desservi par une mise en scène expressionniste et pleine d'outrances, le spectacle est finalement un échec. Nadine, qui a compris que Servais était à l'origine de son engagement, décide de s'offrir à lui pour le remercier, mais ce dernier la repousse. Dans un bistrot, Servais retrouve Zimmer qui lui offre amicalement un chèque avec une somme importante d'argent que le jeune homme préfère donner à son tour au couple Chevalier.
En pleine dépression, Jacques supporte de moins en moins sa vie. Il donne rendez-vous à Nadine dans un café, et lui reproche ce qu'il perçoit comme du mépris. Mais malgré les nombreuses marques d'amour que lui prodigue sa femme, Jacques décide de se suicider.
Nadine est atterrée par cette mort brutale, et tente d'obtenir un peu de soutien de Servais avant de lui dire que leur relation est terminée. Dégoûté, le jeune photographe ne supporte plus d'avoir à faire des clichés pornographiques dégradants pour Mazelli à qui il doit encore de l'argent, et préfère rompre ses relations avec le maître chanteur. Ce dernier décide de se venger en lui envoyant ses hommes de main pour lui infliger un violent passage à tabac qui le laisse en sang. Nadine retrouve alors Servais, blessé et mal en point. Touchée par la souffrance du jeune homme, elle lui exprime enfin son amour.

## Fiche technique
- Titre original : L'Important c'est d'aimer
- Réalisation : Andrzej Żuławski
- Scénario, adaptation et dialogue : Christopher Frank et Andrzej Żuławski d'après son roman La Nuit américaine publié le 1er décembre 1972
- Musique : Georges Delerue
- Décors : Jean-Pierre Kohut-Svelko
- Costumes : Catherine Leterrier
- Photographie : Ricardo Aronovitch
- Son : Jacques Gérardot, Jean Nény, Maurice Laumain, Daniel Couteau
- Montage : Christiane Lack
- Coordinateur des combats et des cascades : Claude Carliez et son équipe
- Production : Albina du Boisrouvray

Production associée : Leo L. Fuchs
- Sociétés de production[2] : Albina Productions S.a.r.l. (France) ; Rizzoli Film (Italie) ; TIT Filmproduktion GmbH (Allemagne de l'Ouest)
- Sociétés de distribution : SN Prodis (France)
- Pays d’origine :  France,  Italie,  Allemagne de l'Ouest
- Langues originales : français
- Format[3] : couleur (Eastmancolor) - 35 mm - 1,85:1 (Panavision) - son Mono
- Genre : drame, romance
- Durée : 109 minutes
- Dates de sortie[4] :
  - France : 12 février 1975 (sortie nationale) ; 8 août 2012 (réédition)
  - Allemagne de l'Ouest : 21 février 1975
  - Italie : 24 juillet 1975 (Festival du film de Taormine) ; 4 septembre 1975 (sortie nationale)
  - Québec : 8 avril 1977[5]
- Classification[6] :
  - France : interdit aux moins de 12 ans[7],[8],[n 1]
  - Allemagne de l'Ouest : interdit aux moins de 16 ans (FSK 16)[n 2]
  - Italie : tous publics (T - film per tutti)[9],[n 3]
  - Québec : 18 ans et plus (18+ / 18 years and over)[5]
  - Belgique : tous publics (Alle Leeftijden)[10]
- Affiche : René Ferracci (France)

## Distribution
- Romy Schneider : Nadine Chevalier
- Fabio Testi (doublé par José-Maria Flotats) : Servais Mont
- Jacques Dutronc : Jacques Chevalier
- Claude Dauphin : Mazelli
- Roger Blin : Le père de Servais
- Gabrielle Doulcet : Mme Mazelli
- Michel Robin : Raymond Lapade
- Guy Mairesse : Laurent Messala
- Katia Tchenko : Myriam, la prostituée
- Nicoletta Machiavelli (doublée par Martine Sarcey) : Luce, la femme de Lapade
- Klaus Kinski (doublé par Michel Duchaussoy) : Karl-Heinz Zimmer
- Paul Bisciglia : L'assistant-metteur en scène
- Sylvain Lévignac : Le premier homme dans la brasserie (sous le nom de « Sylvain »)
- Olga Valery : La femme au godemiché
- Jacques Boudet : Robert Beninge
- Robert Dadiès : Le médecin à l'hôpital / Un acteur au théâtre
- Georges-Frédéric Dehlen : Un acteur au théâtre
- Jacques Jourdan : Victor
- Claude Legros : Manuel Rosenthal
- Kira Potonie : La femme de Messala
- Michel Such : L'électricien
- Jacques Van Dooren : Verdurin
- Nadia Vasil : La réalisatrice
- Sin May Zao : La Vietnamienne
- Gérard Zimmermann : Léonard
- Frédérique Baralle : Une fille dans la brasserie (non créditée)
- Claudine Beccarie : La fille dans la partouze (non créditée)
- Michel Berreur : Le second homme dans la brasserie (non crédité)
- Guy Delorme : Un homme de main de Mazelli (non crédité)
- Jerry Di Giacomo : L'Anglais en travesti (non crédité)
- Serge Godenaire : L'éphèbe dans la partouze (non crédité)
- Gérard Moisan : Un homme de main de Mazelli (non crédité)
- Manu Pluton : L'homme au gymnase (non crédité)
- Éric Vasberg : Le troisième homme dans la brasserie (non crédité)
- Henri Coutet : Le père de Jacques (rôle coupé au montage final)
- Andrée Tainsy : La mère de Jacques (rôle coupé au montage final)
- Maritin : Le frère de Jacques (rôle coupé au montage final)
- Philippe Clévenot : William Nesbitt (rôle coupé au montage final)
- Sybil Danning : Violaine (rôle coupé au montage final)
- Marc Dudicourt : Mertolle (rôle coupé au montage final)
- Zouzou : Claude Landre (rôle coupé au montage final)
- Howard Vernon (voix version française)

## Production

### Tournage
Le film a été tourné entre le 17 avril et le 20 juin 1974.

### Bande originale

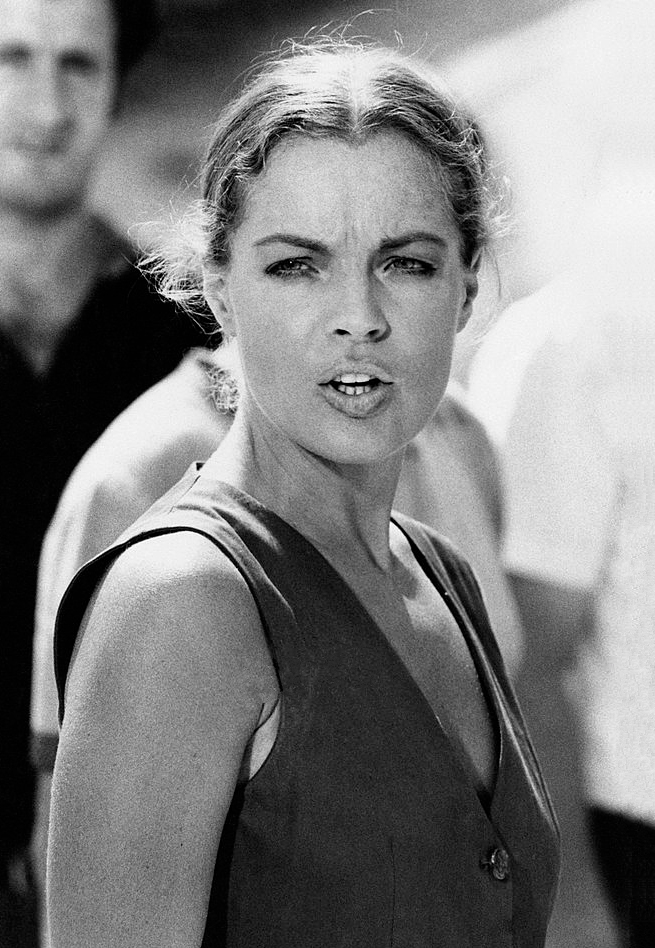
Le visage de l'actrice Romy Schneider qui a inspiré le thème principal de la bande originale.

En mai 1974, la production de L'Important c'est d'aimer contacte Georges Delerue pour mettre en musique le premier film français d'Andrzej Żuławski. Le compositeur était à l'époque très occupé par l'écriture de bandes originales destinées à la télévision, avant d'entamer l'élaboration de son conte lyrique en deux actes Médis et Alyssio qu'il finalisa l'année suivante ; mais après avoir vu la première scène du film, il accepte le projet avec enthousiasme.
Le thème principal consiste en un douloureux Largo pour cordes seules de facture post-wagnérienne, que le cinéaste a voulu « plaquer » sur les images de Romy Schneider (suivant l'exemple de Jean-Luc Godard qui avait procédé de la même façon en utilisant de façon récurrente le célèbre thème de Camille sur les images de Brigitte Bardot pour son film Le Mépris),.
Le thème de la Ballade Dérisoire, plus grinçant et ironique, a posé plus de difficultés à Delerue d'après le témoignage du réalisateur qui désirait un style proche de celui de Nino Rota (Żuławski était à l'époque très influencé par le cinéma de Federico Fellini). On entend ce thème dans plusieurs scènes du film, entre autres pour souligner l'excentricité de certains personnages comme celui de Karl-Heinz Zimmer. Delerue a composé également le morceau Désespoir Et Violence pour un pupitre de cordes nerveuses soutenues par des percussions agressives, afin d'illustrer les scènes les plus violentes du film (on peut l'entendre après que Servais ait déclenché une bagarre à la fin de la scène d'ouverture, puis au cours de l'orgie).
Pour l'impressionnant morceau Le Théâtre, Delerue expérimente une écriture atonale et résolument contemporaine, visiblement très inspirée par le style avant-gardiste de l'école polonaise des années 60 dont Krzysztof Penderecki (un musicien qu'il admirait) était la figure de proue. Écrite pour les cordes au complet auxquelles le compositeur ajoute un orgue, un vibraphone et un clavecin, la partition utilise toutes sortes de techniques typiques de l'avant-garde comme des clusters, glissandi, passages aléatoires avec des « nuages » de pizzicati les plus aigus possibles, jeu « col legno battuto » derrière le chevalet ou effets de percussions avec le talon de l'archet que Penderecki avait utilisés dès 1959 pour sa célèbre composition Thrène à la mémoire des victimes d'Hiroshima.
D'autres morceaux n'ont jamais été édités sur disque à l'époque. Il a fallu attendre la version intégrale (sous la forme d'un CD paru en 2009 dans le coffret DVD numéroté de l'édition limitée du label Mondo Vision) pour pouvoir entendre le lent crescendo de clusters très inquiétant que le musicien avait imaginé pour l'éprouvante scène du suicide de Jacques Chevalier. On y découvre aussi plusieurs pistes pour percussions seules, tout à fait étonnantes de la part de Delerue, et que l'on peut entendre dès l'ouverture du film, mais aussi vers la fin quand Servais se fait défigurer très violemment par les hommes de main de Mazelli.
Le compositeur, qui appréhendait beaucoup cette collaboration à cause de la réputation très difficile de Żuławski, s'est dit non seulement ravi du travail effectué avec lui mais il a avoué qu'il s'était complètement immergé « dans son film » lors de l'écriture de la partition. Interrogé par Jean-Pierre Bleys en 1986, Georges Delerue considérait L'important c'est d'aimer comme l'une de ses musiques les plus réussies.
La bande originale de L'important c'est d'aimer n'a pas fait l'objet d'un 45 tours à l'époque, sans doute faute de matériel suffisamment accrocheur, mais quatre titres figurent sur une anthologie sortie en 33 tours chez Barclay en 1976. En 2004, Universal Music France a réédité les mêmes morceaux en rallongeant Désespoir et Violence et en rajoutant une version alternative inédite de la Ballade dérisoire. C'est en 2009 que la version intégrale est enfin publiée, vendue dans un coffret DVD Mondo Vision en édition limitée à 2 000 copies numérotées,.
| Liste des morceaux de l'anthologie Barclay de 1976 | Liste des morceaux de l'anthologie Barclay de 1976 | Liste des morceaux de l'anthologie Barclay de 1976 | Liste des morceaux de l'anthologie Barclay de 1976 | Liste des morceaux de l'anthologie Barclay de 1976 | Liste des morceaux de l'anthologie Barclay de 1976 | Liste des morceaux de l'anthologie Barclay de 1976 | Liste des morceaux de l'anthologie Barclay de 1976 | Liste des morceaux de l'anthologie Barclay de 1976 | Liste des morceaux de l'anthologie Barclay de 1976 |
| No                                                 | Titre                                              | Durée                                              |                                                    |                                                    |                                                    |                                                    |                                                    |                                                    |                                                    |
| -------------------------------------------------- | -------------------------------------------------- | -------------------------------------------------- | -------------------------------------------------- | -------------------------------------------------- | -------------------------------------------------- | -------------------------------------------------- | -------------------------------------------------- | -------------------------------------------------- | -------------------------------------------------- |
| 1.                                                 | Ballade dérisoire                                  | 1:35                                               |                                                    |                                                    |                                                    |                                                    |                                                    |                                                    |                                                    |
| 2.                                                 | Désespoir et violence                              | 1:12                                               |                                                    |                                                    |                                                    |                                                    |                                                    |                                                    |                                                    |
| 3.                                                 | Largo                                              | 1:25                                               |                                                    |                                                    |                                                    |                                                    |                                                    |                                                    |                                                    |
| 4.                                                 | Le théâtre                                         | 2:07                                               |                                                    |                                                    |                                                    |                                                    |                                                    |                                                    |                                                    |
| 6:19                                               |                                                    |                                                    |                                                    |                                                    |                                                    |                                                    |                                                    |                                                    |                                                    |

| Liste des morceaux du CD Mondo Vision de 2009 | Liste des morceaux du CD Mondo Vision de 2009 | Liste des morceaux du CD Mondo Vision de 2009 | Liste des morceaux du CD Mondo Vision de 2009 | Liste des morceaux du CD Mondo Vision de 2009 | Liste des morceaux du CD Mondo Vision de 2009 | Liste des morceaux du CD Mondo Vision de 2009 | Liste des morceaux du CD Mondo Vision de 2009 | Liste des morceaux du CD Mondo Vision de 2009 | Liste des morceaux du CD Mondo Vision de 2009 |
| No                                            | Titre                                         | Durée                                         |                                               |                                               |                                               |                                               |                                               |                                               |                                               |
| --------------------------------------------- | --------------------------------------------- | --------------------------------------------- | --------------------------------------------- | --------------------------------------------- | --------------------------------------------- | --------------------------------------------- | --------------------------------------------- | --------------------------------------------- | --------------------------------------------- |
| 1.                                            | Overture (B-Movie Set)                        | 1:46                                          |                                               |                                               |                                               |                                               |                                               |                                               |                                               |
| 2.                                            | Violence                                      | 1:19                                          |                                               |                                               |                                               |                                               |                                               |                                               |                                               |
| 3.                                            | Love Theme                                    | 1:31                                          |                                               |                                               |                                               |                                               |                                               |                                               |                                               |
| 4.                                            | Cucaracha                                     | 0:26                                          |                                               |                                               |                                               |                                               |                                               |                                               |                                               |
| 5.                                            | Despair                                       | 0:43                                          |                                               |                                               |                                               |                                               |                                               |                                               |                                               |
| 6.                                            | The Agreement                                 | 0:22                                          |                                               |                                               |                                               |                                               |                                               |                                               |                                               |
| 7.                                            | White Hotel (See-Saw Ballad Ver. 1)           | 1:46                                          |                                               |                                               |                                               |                                               |                                               |                                               |                                               |
| 8.                                            | The Tragedy of Richard the Third              | 2:15                                          |                                               |                                               |                                               |                                               |                                               |                                               |                                               |
| 9.                                            | Feeling Empty Inside                          | 0:39                                          |                                               |                                               |                                               |                                               |                                               |                                               |                                               |
| 10.                                           | Zimmer's Fight                                | 1:31                                          |                                               |                                               |                                               |                                               |                                               |                                               |                                               |
| 11.                                           | Father's Confessions (See-Saw Ballad Ver. 2)  | 1:45                                          |                                               |                                               |                                               |                                               |                                               |                                               |                                               |
| 12.                                           | Suicide                                       | 1:03                                          |                                               |                                               |                                               |                                               |                                               |                                               |                                               |
| 13.                                           | Despair & Violence Suite                      | 2:25                                          |                                               |                                               |                                               |                                               |                                               |                                               |                                               |
| 14.                                           | Payback                                       | 1:42                                          |                                               |                                               |                                               |                                               |                                               |                                               |                                               |
| 15.                                           | Finale (Love Theme Suite)                     | 2:21                                          |                                               |                                               |                                               |                                               |                                               |                                               |                                               |
| 21:34                                         |                                               |                                               |                                               |                                               |                                               |                                               |                                               |                                               |                                               |

## Distinctions
Entre 1975 et 2012, L'important c'est d'aimer a été sélectionné huit fois dans diverses catégories et a obtenu trois récompenses,.

### Récompenses
- Festival du film de Taormine 1975 : prix de la meilleure actrice pour Romy Schneider.
- César du cinéma 1976 : César de la meilleure actrice pour Romy Schneider.

### Nominations
- Festival du film de Taormine 1975 : nommé au prix Charybde d'or pour Andrzej Żuławski.
- César du cinéma 1976 :
  - meilleurs décors pour Jean-Pierre Kohut-Svelko ;
  - meilleur montage pour Christiane Lack.
- Festival Paris Cinéma 2012 : Les ressorties de l'été pour Andrzej Żuławski.

## Autour du film

### À noter
- Le film sort alors que Romy Schneider est au sommet de sa gloire : six ans après La Piscine et cinq ans après Les Choses de la vie, l'actrice connaît un énorme succès, à la fois public et critique, avec le film d'Andrzej Żuławski, qui lui vaut un César de la meilleure actrice en 1976.
- Outre le César gagné par Romy Schneider, le film fut également nommé dans deux autres catégories : Meilleur montage (pour Christiane Lack) et Meilleur décor (pour Jean-Pierre Kohut-Svelko).
- Ce film révéla le talent de comédien du chanteur Jacques Dutronc, qui joue ici son premier rôle tragique. Dutronc confiera plus tard qu'il avait eu une relation avec Romy Schneider le temps du tournage[37].
- Klaus Kinski, qui avait tourné deux ans plus tôt Aguirre, la colère de Dieu avec Werner Herzog, continuait à l'époque d'alterner séries B et films d'auteur.
- L'Orage était le titre initial de ce film[38].

### Censure
« 
Le distributeur de l’époque demanda à couper une partie de la scène du suicide de Jacques Dutronc, chose que je pouvais comprendre. Mais il commit un crime en coupant une des plus belles scènes de Romy, et c’est pour cela que la fin du film me paraîtra toujours abrupte. Après la mort de son mari, elle va voir les parents de Jacques, des gens extrêmement modestes qui vivent en banlieue. Elle essaie de s’expliquer, de s’excuser. Ils la rejettent complètement. Quand elle sort du petit pavillon de banlieue, le frère de Jacques, un peu demeuré, lui lance une pierre dans la nuque. Elle se touche le cou et, les mains rouges, s’éloigne sans rien dire vers le train. C’est une scène qu’elle joua de manière si touchante que même aujourd’hui j’en suis bouleversé. Le distributeur demanda à exciser cette scène. Je passai une des nuits les plus tristes de ma vie : devais-je l’envoyer valser ou accepter qu’on m’ampute d’un doigt. Finalement, considérant mon expérience du communisme, où des amis metteurs en scène avaient été jetés dans des hôpitaux psychiatriques, pour en sortir légumes, je me dis qu’amputer ce film qui me paraissait intéressant était un sacrifice auquel je pouvais consentir.
 »
— Dossier de presse du film lors de sa ressortie le 8 août 2012
« 
J’ai dû amputer le film d’une séquence essentielle parce qu’une dame mûre aux cheveux bleus s’était évanouie dans la salle. Romy, sublime, allait y voir les parents de Dutronc après le suicide de leur fils qui, la considérant comme responsable de sa mort, lui jetaient la pierre au sens propre du terme. Le sang coulait. J’ai toujours gardé l’espoir de réintégrer un jour cette scène dans le corps d’un film qui était, de toute façon, beaucoup plus ample et foisonnant. On y voyait Nadine/Romy tourner un polar de sixième zone, dans un garage. Je tiens Romy pour une véritable enfant de la balle. Son seul plaisir était d’y « aller ». Elle n’hésitait pas à se blesser. Sa mère, Magda Schneider, qui entretenait des liens douteux avec Goebbels, l’avait abîmée. Elle était la personne la plus malheureuse que je connaisse. Quand je demandais des jours de tournage supplémentaires à mes producteurs parce que mon actrice avait bu, ils acquiesçaient. Bien sûr, ils me menaient en bateau.
 »
— Sophie Grassin, « Andrzej Zulawski : « Mes films ne veulent pas mourir » », L'Obs,‎ 8 août 2012 (lire en ligne)